# Puchenstuben
Puchenstuben là một đô thị thuộc huyện Scheibbs trong bang Niederösterreich, Áo.